# Deer Lake (Terre-Neuve-et-Labrador)
Pour les articles homonymes, voir Deer Lake et Deer.
Deer Lake est une municipalité de l'Ouest de Terre-Neuve-et-Labrador. Situé à la jonction de la route 1 et de la route 430, Deer Lake est considéré comme la porte de la péninsule Northern.

## Géographie
Deer Lake est situé sur les rives du lac Deer, d'où le nom de la municipalité. Le nom du lac fait référence aux nombreux caribous que l'on peut voir dans la région.

### Climat
| Mois                                  | jan.       | fév.       | mars     | avril    | mai        | juin      | jui.      | août      | sep.    | oct.       | nov.       | déc.       | année          |
| ------------------------------------- | ---------- | ---------- | -------- | -------- | ---------- | --------- | --------- | --------- | ------- | ---------- | ---------- | ---------- | -------------- |
| Température minimale moyenne (°C)     | −11,2      | −12,7      | −8,8     | −2,5     | 1,9        | 6,4       | 11        | 11,3      | 7,5     | 2,7        | −1,6       | −6,6       | −0,2           |
| Température moyenne (°C)              | −7,2       | −8         | −4,1     | 1,9      | 7,4        | 12,2      | 16,5      | 16,4      | 12,3    | 6,6        | 1,5        | −3,3       | 4,4            |
| Température maximale moyenne (°C)     | −3,1       | −3,4       | 0,7      | 6,3      | 12,9       | 18        | 21,9      | 21,6      | 17      | 10,4       | 4,6        | 0          | 8,9            |
| Record de froid (°C) date du record   | −33,9 1957 | −37,2 1961 | −35 1973 | −22 1994 | −10,6 1962 | −4,4 1974 | −0,6 1964 | −2,2 1947 | −5 1986 | −10,5 1982 | −20,6 1941 | −29,4 1962 | −37,2 2/2/1961 |
| Record de chaleur (°C) date du record | 16,5 2006  | 14 1984    | 19 1999  | 23 1979  | 28 1999    | 33 2003   | 35,6 1952 | 32,2 1937 | 29 2001 | 23,3 1937  | 21,1 1950  | 16,7 1973  | 35,6 9/7/1952  |
| Précipitations (mm)                   | 109,8      | 83,5       | 71,7     | 70,1     | 89,2       | 88,3      | 98,5      | 109,9     | 106,2   | 105,7      | 101,3      | 97,3       | 1 131,5        |
| dont neige (cm)                       | 85         | 66,1       | 44,2     | 20,3     | 4,8        | 0,5       | 0         | 0         | 0       | 4,8        | 26,6       | 61,7       | 314            |
| Nombre de jours avec précipitations   | 19,3       | 16         | 15,1     | 13       | 15,4       | 13,9      | 15,1      | 15,4      | 16      | 18,9       | 17,4       | 20,4       | 195,9          |
| Nombre de jours avec neige            | 16,7       | 14         | 10,6     | 4,6      | 0,83       | 0,04      | 0         | 0         | 0       | 0,75       | 6,2        | 15,7       | 69,42          |

| Diagramme climatique                                  |               |             |             |             |           |            |               |            |              |              |           |
| J                                                     | F             | M           | A           | M           | J         | J          | A             | S          | O            | N            | D         |
| −3,1−11,2109,8                                        | −3,4−12,783,5 | 0,7−8,871,7 | 6,3−2,570,1 | 12,91,989,2 | 186,488,3 | 21,91198,5 | 21,611,3109,9 | 177,5106,2 | 10,42,7105,7 | 4,6−1,6101,3 | 0−6,697,3 |
| Moyennes : • Temp. maxi et mini °C • Précipitation mm |               |             |             |             |           |            |               |            |              |              |           |

## Démographie
| 2001  | 2006  | 2011  | 2016  |
| ----- | ----- | ----- | ----- |
| 4 769 | 4 827 | 4 995 | 5 249 |